# Cavoïta
La cavoïta és un mineral de la classe dels òxids. Rep el nom per la seva composició: CAlci Vanadi i Oxigen.

## Característiques
La cavoïta és un òxid de fórmula química CaV4+₃O₇. Va ser aprovada com a espècie vàlida per l'Associació Mineralògica Internacional l'any 2001. Cristal·litza en el sistema ortoròmbic.
L'exemplar que va servir per a determinar l'espècie, el que es coneix com a material tipus, es troba conservat a les col·leccions del dipartimento per lo studio del territorio e delle sue risorse de la Universitat de Gènova, Itàlia.

## Formació i jaciments
Va ser descoberta a la mina Valgraveglia, situada a la localitat de Reppia, a Ne (Província de Gènova, Itàlia), on sol trobar-se associada al quars, a la cariopilita i a calcita rica en manganès. Es tracta de l'únic indret de tot el planeta on ha estat descrita aquesta espècie mineral, tot i que va arribar a estar citada, erròniament, a d'altres jaciments.